# Torigea
Torigea is een geslacht van vlinders van de familie tandvlinders (Notodontidae).

## Soorten
- T. argentea Schintlmeister, 1997
- T. aristion Schintlmeister, 1997
- T. formosana Nakamura, 1973
- T. plumosa Leech, 1889
- T. straminea Moore, 1877
- T. symmetricus Schintlmeister, 1997
- T. theodosius Schintlmeister, 1997